# Koppar(II)oxid
Koppar(II)oxid eller svart kopparoxid är en kemisk förening mellan koppar och syre. Det förekommer naturligt i mineralet Tenorit.

## Framställning
Koppar oxideras mycket långsamt i torr luft vid rumstemperatur. Vid upphettning däremot så bildas ett lager av kopparoxid.
{\displaystyle {\rm {2\ Cu+O_{2}\rightarrow 2\ CuO}}}

## Egenskaper
Svart kopparoxid kan reduceras delvis till röd kopparoxid eller helt till koppar av vätgas eller kolmonoxid.
- Partiell reduktion

{\displaystyle {\rm {2\ CuO+H_{2}\rightarrow Cu_{2}O+H_{2}O}}}
{\displaystyle {\rm {2\ CuO+CO\rightarrow Cu_{2}O+CO_{2}}}}
- Fullständig reduktion

{\displaystyle {\rm {CuO+H_{2}\rightarrow Cu+H_{2}O}}}
{\displaystyle {\rm {CuO+CO\rightarrow Cu+CO_{2}}}}

## Användning
- Både svart och röd kopparoxid används som pigment i glasyr.
- Som tillsats i vissa djurfoder för att motverka kopparbrist.
- På grund av det låga bandgapet (1,2 eV) så används det som p-dopat halvledarmaterial.
- Det används som slipmedel vid slipning av glas.
- Det används som anod i batterier, ofta med Litium som katod.
- Det kan ersätta järnoxid i termit vilket gör blandningen mer explosiv.